# 강릉 (고려)
강릉(康陵)은 개풍군 청교면 배야리(현 판문구역 고남리)에 위치한 고려 제6대 성종의 능이다. 성종이 997년(성종 16년)에 사망하자 그 해 10월에 능을 마련하여 장사지냈다.